# Copa América 1989
La Copa América 1989 fu la trentaquattresima edizione del massimo torneo sudamericano per nazionali di calcio.
Ad organizzare il torneo fu il Brasile, dal 1º al 16 luglio 1989.

## Formula: le novità
Dopo l'edizione 1987, la CONMEBOL decise di attuare una serie di cambiamenti alla formula e all'organizzazione del torneo. Venne anzitutto stabilita la regolare cadenza biennale, con la manifestazione che si sarebbe disputata negli anni dispari (regola che sarebbe stata rispettata fino all'edizione 2001, quando poi si iniziò a seguire la cadenza triennale). Fu poi abbandonata la formula in uso da ormai quattro edizioni. Niente più "privilegio" per la squadra campione in carica, che non era più qualificata direttamente alle semifinali, ma doveva giocare fin dal primo turno come tutte le altre concorrenti. Inoltre niente più semifinali e finali: la formula sperimentata in questa edizione prevedeva infatti che le 10 squadre partecipanti venissero divise in 2 gironi all'italiana da 5 squadre ciascuno. Le prime due classificate accedevano al girone finale a 4, la cui vincente si aggiudicava il titolo.

## Città e stadi
Sedi della Copa América 1989 furono le seguenti città con i relativi stadi:
| Città          | Stadio                | Capacità |
| -------------- | --------------------- | -------- |
| Goiânia        | Stadio Serra Dourada  | 22.000   |
| Recife         | Estádio do Arruda     | 60.000   |
| Rio de Janeiro | Stadio Maracanã       | 125.000  |
| Salvador       | Estádio da Fonte Nova | 30.000   |

## Nazionali partecipanti
| N° | Nazione   | Iscrizione CONMEBOL | Note                         |
| -- | --------- | ------------------- | ---------------------------- |
| 1  | Argentina | 1916                |                              |
| 2  | Brasile   | 1916                | Nazione ospitante            |
| 3  | Cile      | 1916                |                              |
| 4  | Uruguay   | 1916                | Detentore Coppa America 1987 |
| 5  | Paraguay  | 1921                |                              |
| 6  | Perù      | 1925                |                              |
| 7  | Bolivia   | 1926                |                              |
| 8  | Ecuador   | 1927                |                              |
| 9  | Colombia  | 1936                |                              |
| 10 | Venezuela | 1952                |                              |

Le 10 squadre partecipanti andarono a comporre i seguenti gironi iniziali:
Gruppo A
- Brasile
- Colombia
- Paraguay
- Perù
- Venezuela

Gruppo B
- Argentina
- Bolivia
- Cile
- Ecuador
- Uruguay

## Primo turno

### Gruppo A

#### Risultati
| Arbitro: | Loustau |

|                                                           |           |                        |
| Cañete 38’ 84’ Neffa 41’ Mendoza 51’ Del Solar 75’ (aut.) | Marcatori | 30’ Hirano 80’ Reynoso |

| Arbitro: | Cardellino |

|                                           |           |               |
| Bebeto 2’ Geovani 36’ (rig.) Baltazar 57’ | Marcatori | 63’ Maldonado |

| Arbitro: | Martínez |

|                                                 |           |                   |
| Higuita 36’ (rig.) Iguarán 46’ 75’ de Ávila 71’ | Marcatori | 73’ 88’ Maldonado |

| Salvador 3 luglio 1989 | Brasile | 0 – 0 | Perù | Estádio Fonte Nova (8.200 spett.)\| Arbitro: \| Silva \| |
| Arbitro:               | Silva   |       |      |                                                          |

| Arbitro: | Mauro |

|             |           |               |
| Navarro 30’ | Marcatori | 29’ Maldonado |

| Arbitro: | Ortubé |

|             |           |  |
| Mendoza 51’ | Marcatori |  |

| Arbitro: | Martínez |

|                            |           |  |
| Neffa 41’ Ferreira 50’ 73’ | Marcatori |  |

| Salvador 7 luglio 1989 | Brasile | 0 – 0 | Colombia | Estádio Fonte Nova (9.100 spett.)\| Arbitro: \| Jácome \| |
| Arbitro:               | Jácome  |       |          |                                                           |

| Arbitro: | Loustau |

|             |           |            |
| Iguarán 32’ | Marcatori | 43’ Hirano |

| Arbitro: | Mauro |

|                |           |  |
| Bebeto 47’ 82’ | Marcatori |  |

#### Classifica
| Pos. | Squadra   | Pt | G | V | N | P | GF | GS | DR |
| ---- | --------- | -- | - | - | - | - | -- | -- | -- |
| 1.   | Paraguay  | 6  | 4 | 3 | 0 | 1 | 9  | 4  | +5 |
| 2.   | Brasile   | 6  | 4 | 2 | 2 | 0 | 5  | 1  | +4 |
| 3.   | Colombia  | 4  | 4 | 1 | 2 | 1 | 5  | 4  | +1 |
| 4.   | Perù      | 3  | 4 | 0 | 3 | 1 | 4  | 7  | -3 |
| 5.   | Venezuela | 1  | 4 | 0 | 1 | 3 | 4  | 11 | -7 |

### Gruppo B

#### Risultati
| Arbitro: | Maciel |

|             |           |  |
| Benítez 88’ | Marcatori |  |

| Arbitro: | Coelho |

|              |           |  |
| Caniggia 55’ | Marcatori |  |

| Arbitro: | Coelho |

|                           |           |  |
| Ostolaza 30’ 60’ Sosa 33’ | Marcatori |  |

| Goiânia 4 luglio 1989 | Argentina | 0 – 0 | Ecuador | Stadio Serra Dourada (12.000 spett.)\| Arbitro: \| Ramírez \| |
| Arbitro:              | Ramírez   |       |         |                                                               |

| Goiânia 6 luglio 1989 | Ecuador | 0 – 0 | Bolivia | Stadio Serra Dourada (3.000 spett.)\| Arbitro: \| Díaz \| |
| Arbitro:              | Díaz    |       |         |                                                           |

| Arbitro: | Ramírez |

|                                        |           |  |
| Sosa 44’ Alzamendi 73’ Francescoli 78’ | Marcatori |  |

| Arbitro: | Coelho |

|                                                               |           |  |
| Olmos 9’ Ramírez 10’ Astengo 55’ Pizarro 68’ (rig.) Reyes 85’ | Marcatori |  |

| Arbitro: | Díaz |

|              |           |  |
| Caniggia 69’ | Marcatori |  |

| Arbitro: | Maciel |

|                        |           |            |
| Olmos 44’ Letelier 88’ | Marcatori | 89’ Avilés |

| Goiânia 10 luglio 1989 | Argentina | 0 – 0 | Bolivia | Stadio Serra Dourada (5.000 spett.)\| Arbitro: \| Rodríguez \| |
| Arbitro:               | Rodríguez |       |         |                                                                |

#### Classifica
| Pos. | Squadra   | Pt | G | V | N | P | GF | GS | DR |
| ---- | --------- | -- | - | - | - | - | -- | -- | -- |
| 1.   | Argentina | 6  | 4 | 2 | 2 | 0 | 2  | 0  | +2 |
| 2.   | Uruguay   | 4  | 4 | 2 | 0 | 2 | 6  | 2  | +4 |
| 3.   | Cile      | 4  | 4 | 2 | 0 | 2 | 7  | 5  | +2 |
| 4.   | Ecuador   | 4  | 4 | 1 | 2 | 1 | 2  | 2  | 0  |
| 5.   | Bolivia   | 2  | 4 | 0 | 2 | 2 | 0  | 8  | -8 |

## Girone finale

### Risultati
| Arbitro: | Loustau |

|                                       |           |  |
| Francescoli 28’ Alzamendi 82’ Paz 89’ | Marcatori |  |

| Arbitro: | Cardellino |

|                        |           |  |
| Bebeto 48’ Romário 55’ | Marcatori |  |

| Arbitro: | Coelho |

|              |           |  |
| Sosa 38’ 81’ | Marcatori |  |

| Arbitro: | Jácome |

|                            |           |  |
| Bebeto 16’ 52’ Romário 58’ | Marcatori |  |

| Rio de Janeiro 16 luglio 1989 | Argentina | 0 – 0 | Paraguay | Estádio do Maracanã (148.068 spett.)\| Arbitro: \| Díaz \| |
| Arbitro:                      | Díaz      |       |          |                                                            |

| Arbitro: | Silva |

|             |           |  |
| Romário 49’ | Marcatori |  |

### Classifica
| Pos. | Squadra   | Pt | G | V | N | P | GF | GS | DR |
| ---- | --------- | -- | - | - | - | - | -- | -- | -- |
| 1.   | Brasile   | 6  | 3 | 3 | 0 | 0 | 6  | 0  | +6 |
| 2.   | Uruguay   | 4  | 3 | 2 | 0 | 1 | 5  | 1  | +4 |
| 3.   | Argentina | 1  | 3 | 0 | 1 | 2 | 0  | 4  | -4 |
| 4.   | Paraguay  | 1  | 3 | 0 | 1 | 2 | 0  | 6  | -6 |

## Classifica marcatori
6 gol
- Bebeto

4 gol
- Sosa
- Carlos Maldonado

3 gol
- Romário
- Arnoldo Iguarán

2 gol
- Claudio Caniggia
- Juvenal Olmos
- Buenaventura Ferreira
- Adolfino Cañete

- Alfredo Mendoza
- Gustavo Neffa
- Jorge Hirano

- Antonio Alzamendi
- Enzo Francescoli
- Santiago Ostolaza

1 gol
- Baltazar
- Geovani Silva
- Fernando Astengo
- Juan Carlos Letelier
- Jaime Pizarro

- Jaime Ramírez
- Oscar Reyes
- Anthony de Ávila
- René Higuita
- Raúl Avilés

- Hermen Benítez
- Franco Navarro
- Juan Reynoso
- Rubén Paz

Autoreti
- Del Solar (pro  Paraguay)

## Arbitri
- Juan Carlos Loustau
- Oscar Ortubé
- Arnaldo César Coelho
- Hernán Silva
- Jesús Díaz
- Elías Jácome

- Rodolfo Martínez
- Carlos Maciel
- José Ramírez
- Juan Daniel Cardellino
- Vincent Mauro
- Nelson Rodríguez